# ديردري فرازير
ديردري فرازير (بالإنجليزية: Deirdre Fraser)‏ هي مجدفة أسترالية، ولدت في القرن العشرين.

## وصلات خارجية
- ديردري فرازير على موقع الاتحاد الدولي للتجديف (الإنجليزية)